# Adelaida d'Aquitània
Adelaida d'Aquitània   (c. 950 - 15 de juny de 1004) fou infanta d'Aquitània i reina consort dels Francs (987-996).

## Biografia
Era filla de Guillem III d'Aquitània, comte de Potiers i duc d'Aquitània, i la seva esposa Adela de Normandia. Fou germana petita del també duc Guillem IV d'Aquitània.
Es va casar l'any 968 amb Hug Capet, primer rei dels francs de la dinastia Capet, que renuncià al ducat del seu sogre, guanyant així un aliat. D'aquest matrimoni van néixer quatre fills.
- Gisel·la de França (970-v 1000), casada amb Hug I de Ponthieu
- Edwige de França (969-1013), casada vers el 996 amb Rainier IV d'Hainaut i posteriorment amb Hug III de Dasbourg
- Robert el Piadós (972-1031), rei de França
- Adelaida de França (973-1068)

L'any 987, a la mort de Lluís V, últim rei de la dinastia carolíngia, Hug Capet fou escollit nou rei dels Francs. Hug Capet fou proclamat rei a Noyon i coronat a Reims, iniciant-se així la nova dinastia Capet, i convertint Adelaida en reina consort.